# Лужні метали
| H  |    |    |    |    |    |    |    |    |    |    |    |     |    |     |     |     | He  |  |
| Li | Be |    |    |    |    |    |    |    |    |    |    | B   | C  | N   | O   | F   | Ne  |  |
| Na | Mg |    |    |    |    |    |    |    |    |    |    | Al  | Si | P   | S   | Cl  | Ar  |  |
| K  | Ca | Sc | Ti | V  | Cr | Mn | Fe | Co | Ni | Cu | Zn | Ga  | Ge | As  | Se  | Br  | Kr  |  |
| Rb | Sr | Y  | Zr | Nb | Mo | Tc | Ru | Rh | Pd | Ag | Cd | In  | Sn | Sb  | Te  | I   | Xe  |  |
| Cs | Ba | *  | Hf | Ta | W  | Re | Os | Ir | Pt | Au | Hg | Tl  | Pb | Bi  | Po  | At  | Rn  |  |
| Fr | Ra | ** | Rf | Db | Sg | Bh | Hs | Mt | Ds | Rg | Cn | Uut | Fl | Uup | Uuh | Uus | Uuo |  |
| -- | -- | -- | -- | -- | -- | -- | -- | -- | -- | -- | -- | --- | -- | --- | --- | --- | --- |  |
|    |    |    |    |    |    |    |    |    |    |    |    |     |    |     |     |     |     |  |
|    |    | *  | La | Ce | Pr | Nd | Pm | Sm | Eu | Gd | Tb | Dy  | Ho | Er  | Tm  | Yb  | Lu  |  |
|    |    | ** | Ac | Th | Pa | U  | Np | Pu | Am | Cm | Bk | Cf  | Es | Fm  | Md  | No  | Lr  |  |

| Група 1 періодичної таблиці (Лужні метали) |

Лу́жні мета́ли — елементи 1 групи періодичної системи за винятком водню. За старою класифікацією елементи головної підгрупи I групи. Назва пов'язана з тим, що при взаємодії лужних металів з водою утворюється їдкий луг. До лужних металів належать (у порядку збільшення атомного номера) літій (Li), натрій (Na), калій (K), рубідій (Rb), цезій (Cs), францій (Fr). Наступний елемент цієї групи, унуненній, ще не синтезований, проте вважається, що його властивості будуть схожими.

## Загальна характеристика
Характерною рисою будови атомів лужних металів є наявність одного електрона на зовнішній електронній оболонці. Завдяки цьому всі вони з легкістю віддають електрон, переходячи до закінченої електронної оболонки попередньої оболонки і є дуже сильними відновниками: Na0 – 1ē → Na+. У сполуках ці елементи проявляють ступінь окиснення +1 і утворюють тільки іонні сполуки. У вільному вигляді атоми електронейтральні (ступінь окиснення нуль). Валентність І. В межах кожного періоду це найбільш активні металічні елементи і найсильніші відновники. Із зростанням порядкового номера збільшується радіус атомів. Зовнішній або валентний електрон усе більше віддаляється від ядра і металічні властивості зростають Li → Na → K → Rb → Fr.
Хоча лужні метали надзвичайно поширені на Землі, у природі вони існують винятково у вигляді сполук через високу відновлювальну активність. Na, K (Натрій, Калій) відкриті в 1807 Гемфрі Деві, який першим почав широко застосовувати електроліз. Li (літій)  відкрив Йоганн Арфведсон (Швеція, 1817), Rb (рубідій) — Роберт Бунзен, Густав Кірхгофф (Німеччина, 1861), Cs (цезій) — Роберт Бунзен, Густав Кірхгофф (Німеччина, 1860), Fr (францій) — Маргерітт Пере (Франція, 1939).

## Поширення в природі
Внаслідок хімічної активності лужні метали зустрічаються в природі у вигляді сполук:
| Сполуки Літію (вміст літію в земній корі становить 0,0065 %)  | Сполуки Натрію (вміст натрію в земній корі становить 2,64%)                                               | Сполуки Калію (вміст калію в земній корі становить 2,6%) |
| LiAl[Si2O6] — сподумен Li2O — оксид літію LiCl — хлорид літію | NaCl — кам’яна сіль Na2SO4 • 10H2O — глауберова сіль Na2CO3 — сода кальцинована NaNO3 — чилійська селітра | K2CO3 — поташ (у золі деяких рослин) KCl • NaCl — сильвініт KCl • MgCl2 • 6H2O — карналіт KCl • MgSO4 • 6H2O — каїніт К — входить до складу майже всіх рослин |

Інші елементи належать до рідкісних, і їх сполук у природі мало. Францій добуто штучно в результаті ядерних реакцій.

## Фізичні властивості
Лужні метали — м'які (натрій ріжеться ножем, як вершкове масло, інші трохи жорсткіші) метали від сріблясто-білого до сірого кольору з характерним блиском, які дуже швидко тьмяніють на повітрі. Легкоплавкі й рухливі. Агресивні, вибухонебезпечні (зберігаються в атмосфері інертного газу або під шаром гасу). У розплавленому стані здатні проводити струм. Іони лужних металів забарвлюють полум'я газового пальника. Натрій і калій — метали сріблясто-білого кольору з незначними відтінками на свіжозрізаній поверхні, легкі, м’які, легко ріжуться ножем, легкоплавкі. На повітрі лужні метали легко окиснюються, тому блискуча поверхня свіжого зрізу металу швидко мутніє. Лужні метали зберігають в олії або їх покривають шаром гасу. Лужні метали добре розчиняються у ртуті, утворюючи амальгами. Температура плавлення натрію становить 97,8 °C (зменшується від літію до цезію). Натрій і калій мають високу електричну і теплову провідність. Внесені у полум’я пальника сполуки натрію забарвлюють полум’я у жовтий колір, а калію — у фіолетовий. Цю властивість використовують для розпізнавання цих сполук.
- літій та його солі забарвлюють полум'я червоним кольором
- натрій та його солі забарвлюють полум'я жовтим кольором
- калій та його солі забарвлюють полум'я фіолетовим кольором
- рубідій та його солі забарвлюють полум'я червоним кольором
- цезій та його солі забарвлюють полум'я фіолетовим кольором з блакитним відтінком

Завдяки властивостям забарвлювати полум'я сполуки лужних металів використовуються у піротехнічних сумішах.

## Хімічні властивості
Лужні метали легко реагують із киснем. Літій при взаємодії з киснем утворює оксид літію Li2O, решта — пероксиди й супероксиди:
{\displaystyle \mathrm {4Li+O_{2}{\xrightarrow {>200^{o}C}}2Li_{2}O} }
{\displaystyle \mathrm {2Na+O_{2}{\xrightarrow {250-400^{o}C}}Na_{2}O_{2}} }
{\displaystyle \mathrm {K+O_{2}\rightarrow KO_{2}} }
Легко реагують із водою, з виділенням великої кількості тепла, утворюючи луги і водень:
{\displaystyle \mathrm {2Na+2H_{2}O\rightarrow 2NaOH+H_{2}\uparrow } }
Взаємодіють із неметалами:
{\displaystyle \mathrm {2Na+S\rightarrow Na_{2}S} }
{\displaystyle \mathrm {2K+Br_{2}\rightarrow 2KBr} }
Лужні метали найактивніші  з усіх металів. Вони розміщені на початку електрохімічного ряду напруг металів. Реакційна здатність дуже велика. Уже при кімнатній температурі вони реагують з багатьма неметалами.
- з воднем при нагріванні утворюють тверді речовини гідриди. Гідриди металів легко розкладаються водою з утворенням відповідного лугу і водню: 2Na + H2 = 2NaH; NaH + H2O = NaOH + H2.

- під час горіння натрію і калію в кисні утворюються пероксиди: 2Na + O2 = Na2O2.
- під час повільного окиснення або горіння в умовах недостачі кисню утворюються оксиди: 4Na + O2 = 2Na2O.
- внаслідок взаємодії з іншими неметалами (Cl2, N2, P, S, Si, Br2, J2, C) утворюються солі — тверді кристалічні йонні сполуки:.
- калій і натрій бурхливо реагують з водою за звичайних умов з утворенням гідроксидів і водню: 2Na + 2H2O = 2NaOH + H2↑. При взаємодії з водою кусочок натрію плавиться і набувши форму кульки «бігає» по поверхні води завдяки підштовхуванню його воднем, який виділяється. При взаємодії калію з водою утворений водень самозагоряється.
- натрій і калій енергійно взаємодіють з кислотами — слабкими окисниками HCl, H2SO4 (розбавлена), HBr, H2S тощо, з утворенням солі і водню: 2Na + 2HCl = 2NaCl + H2.

Під час реакції з кислотами — сильними окисниками HNO3 і концентрованою H2SO4 натрій і калій відновлюють азот і сірку відповідних кислот до нижчих ступенів окиснення. Паралельно відбувається взаємодія цих металів з водою з утворенням водню. Ці реакції супроводжуються вибухом:
8Na + 10HNO3(розб) = 8NaNO3 + NH4NO3 + 3H2O;
8Na + 5H2SO4 = 4Na2SO4 + H2S + 4H2O.
При взаємодії з галогенами, сіркою, азотом, фосфором, вуглецем та кремнієм утворюються відповідно галогеніди, сульфіди, нітриди, фосфіди, карбіди та силіциди.
З азотом та вуглецем прямим синтезом можна отримати лише сполуки літію (причому з азотом реагує вже за звичайних умов утворюючи Li3N ). Інші лужні метали з азотом та вуглецем стабільних сполук не утворюють, що може бути використане при їх отриманні нагріванням їх сполук з карбідом кальцію, відновленням карбонатів магнієм або розкладанням азидів MN3 (азид літію вибухає).
Всі кисневі сполуки лужних металів мають різне забарвлення, інтенсивність якого посилюється в ряді від Li до Cs:
| Формула кисневої сполуки | Колір            |
| ------------------------ | ---------------- |
| Li2O                     | Білий            |
| Na2O                     | Білий            |
| K2O                      | Світло - жовтий  |
| Rb2O                     | Жовтий           |
| Cs2O                     | Помаранчевий     |
| Na2O2                    | Світло-жовтий    |
| KO2                      | Помаранчевий     |
| RbO2                     | Темно-коричневий |
| CsO2                     | Жовтий           |

## Добування
Натрій добувають електролізом розплавів натрій хлориду та натрій гідроксиду. Добувати калій електролізом KCl і KOH небезпечно і економічно не вигідно. Калій добувають так:
а) через розплавлений калій хлорид пропускають пару натрію при 800 °С, а пару калію що виділяється, конденсують KCl + Na = NaCl + K;
б) взаємодія розплавленого калій гідроксиду з рідким натрієм в реакційній колонці з нікелю: KOH + Na = NaOH + K.

## Сполуки Калію та Натрію
Оксиди Na2O і K2O — основні. Це тверді речовини білого кольору. Добувають оксид натрію нагріваючи натрій в недостатній кількості кисню при температурі не вищій 180 °С, або при нагріванні суміші пероксиду натрію з металічним натрієм: Na2O2 + 2Na = 2Na2O.
При взаємодії оксидів з водою утворюють гідроксиди: Na2O + H2O = 2NaOH.
Практичне значення має пероксид натрію, який взаємодіє з вуглекислим газом з виділенням кисню. Цю реакцію використовують на підводних човнах, космічних кораблях та закритих приміщеннях для регенерації повітря: 2Na2O2 + CO2 = 2Na2CO3 + O2.
Гідроксиди NaOH і KOH — білі, непрозорі, тверді кристалічні речовини, дуже гігроскопічні, милкі на дотик, вони роз’їдають шкіру і тканини, тому називаються їдкими лугами: KOH — їдке калі, NaOH — їдкий натр, каустик або каустична сода (в перекладі «пекуча»). Гідроксиди лужних металів не можна нагрівати в скляній, порцеляновій і платиновій посудині до плавлення, тому що  в розплавленому стані вони роз’їдають скло, порцеляну, а при доступі повітря і платину.
Виявляють усі властивості основ.
Тверді гідроксиди NaOH і KOH поглинають вологу на повітрі, завдяки чому використовуються для осушування газів. Тверді гідроксиди та їх водні розчини поглинають вуглекислий газ: NaOH + CO2 = NaHCO3.
У воді добре розчиняються з виділенням великої кількості теплоти. Розчини лугів змінюють колір індикаторів — фіолетовий лакмус синіє, а безбарвний фенолфталеїн стає малиновим. Луги взаємодіють з кислотами, кислотними оксидами та солями малоактивних металічних елементів:
2KOH + H2SO4 = K2SO4 + 2H2O (реакція нейтралізації)
2KOH + СO2 = K2СO3 + H2O
2KOH + CuCl2 = 2KCl + Cu(OH)2 (утворення нерозчинної основи)
Натрій утворює солі з усіма кислотами. Більшість солей білі, добре розчинні у воді.

## Застосування
NaCl — найважливіша із солей. Ця сіль необхідна нашому організму, тому ми вживаємо її в їжу. Її використовують для консервування харчових продуктів, добування гідроксиду натрію, соди, хлору, хлоридної кислоти.
Na2CO3 — для виробництва скла, твердого мила, пом’якшення води при фарбуванні, очистки замаслених деталей.
NaOH — для очистки нафтопродуктів, в паперовій і текстильній промисловості, виробництво штучних волокон, напівпровідників, мила.
NaHCO3 — харчова сода.
Na2SiO3 — рідке скло, силікатний клей.
NaNO3 — харчова приправа (азотне добриво).
K — теплоносій в ядерних реакторах, використовують у фотоелементах, в органічному синтезі.
Na — як каталізатор в органічному синтезі (виробництво каучуку), відновник тугоплавких металів, як теплоносій в ядерних реакторах, наповнювач газорозрядних натрієвих ламп, в сплавах із свинцем для виготовлення підшипників.
KOH — добування рідкого мила, електроліт в акумуляторах, очищувач повітря.
K2CO3 — для виробництва скла, рідкого мила, як мінеральне добриво.
KMnO4 — для дезінфекції.
K2Cr2O7 — дублення шкіри, виробництва оранжевих барвників.
Калій являє собою елемент, конче необхідний для живлення рослин. Натрій впливає на скорочення м’язів, забезпечує нормальне функціонування серцевого м’яза, регулює середовище організму. Натрій бере участь у підтриманні кислотно-лужного балансу в організмі. Натрій у великій кількості міститься в рослинах, які ростуть на засолених ґрунтах. У цих рослинах він створює осмотичний тиск клітинного соку, завдяки чому вони вбирають воду із засолених ґрунтів.
Сплав натрію і калію застосовується як теплоносій в деяких типах реакторів.

## Галерея

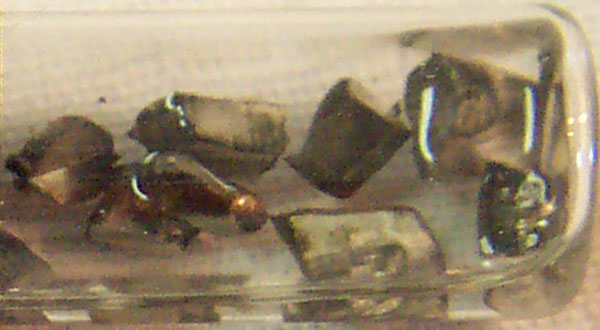
Літій
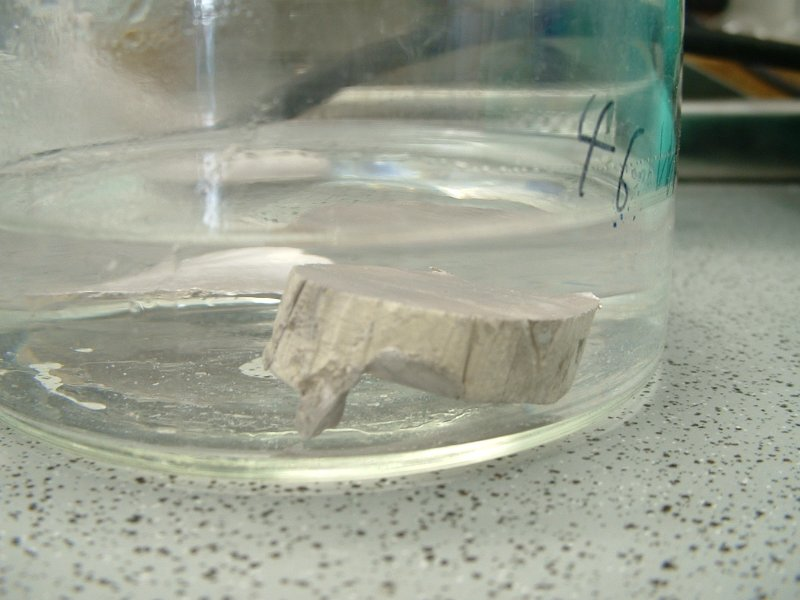
Натрій
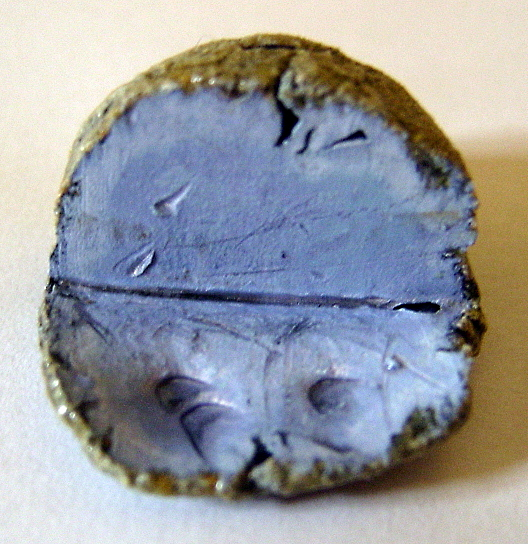
Калій
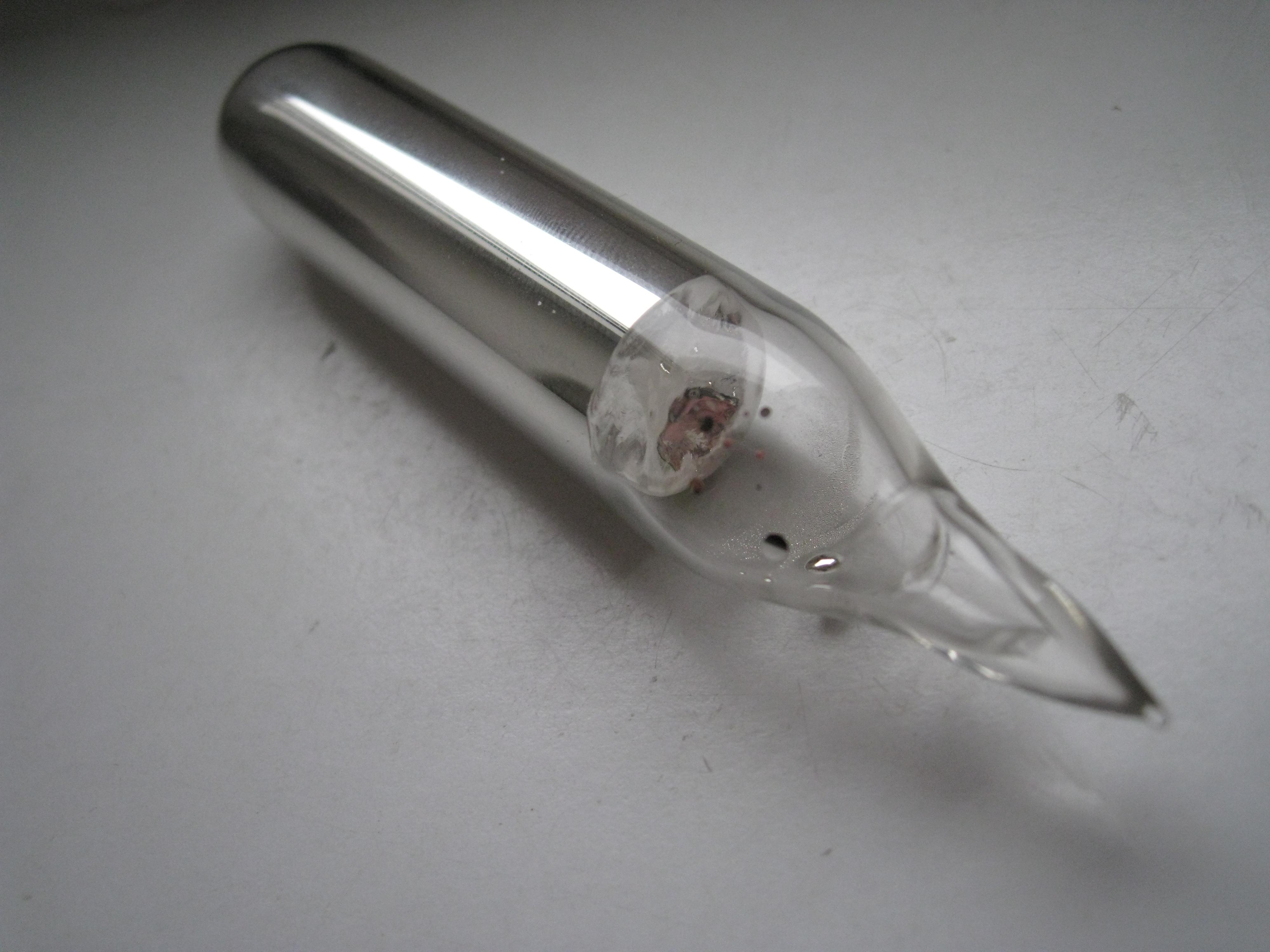
Рубідій
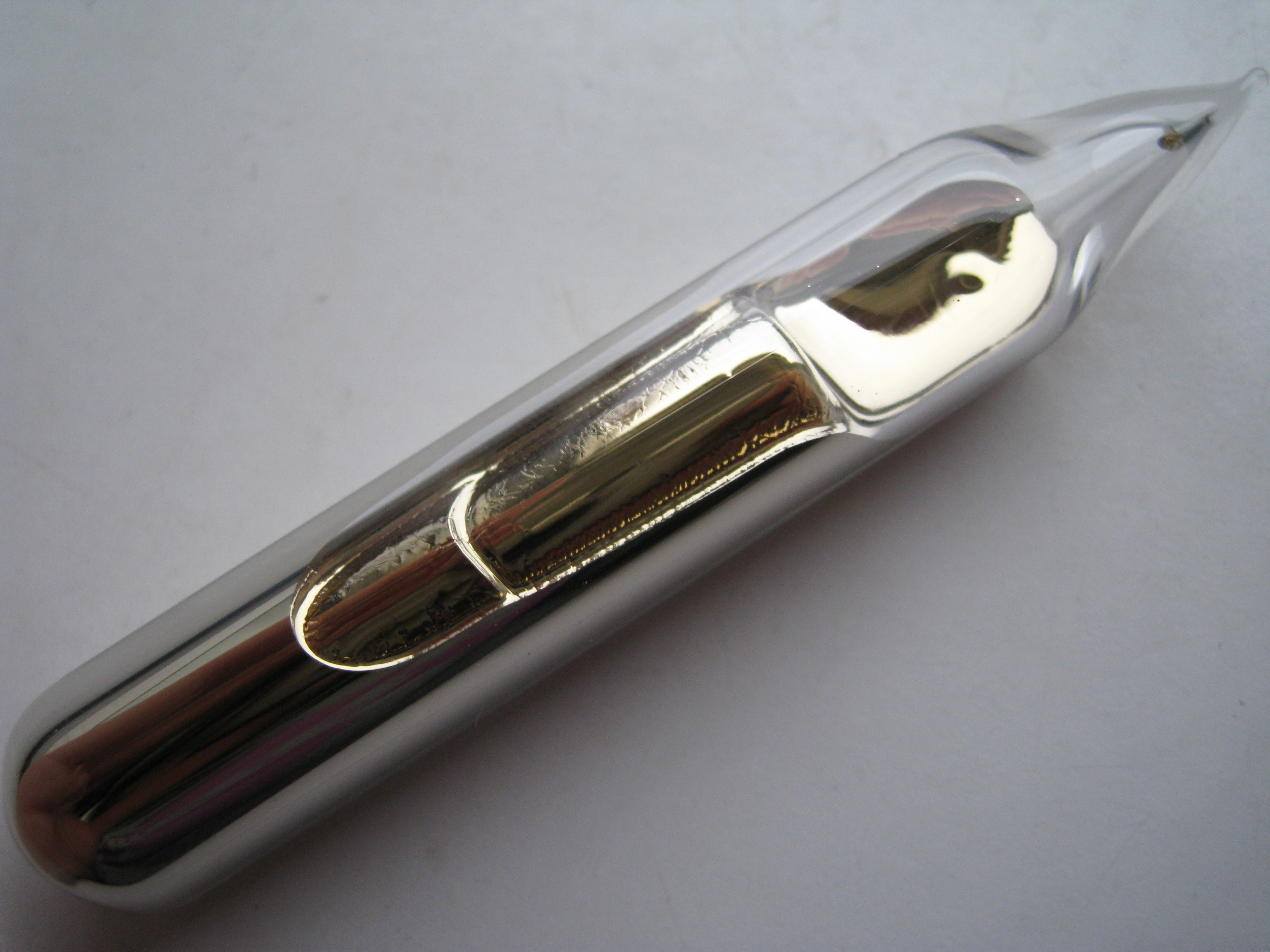
Цезій